# Carex eremitica
Carex eremitica är en halvgräsart som beskrevs av John Alsop Paine. Carex eremitica ingår i släktet starrar, och familjen halvgräs.
Artens utbredningsområde är Israel. Inga underarter finns listade i Catalogue of Life.